# شکائی فورده
شکائی فورده (انگلیسی: Shaqai Forde؛ زادهٔ ۵ مهٔ ۲۰۰۴) بازیکن فوتبال است.